# Boeing YAL-1

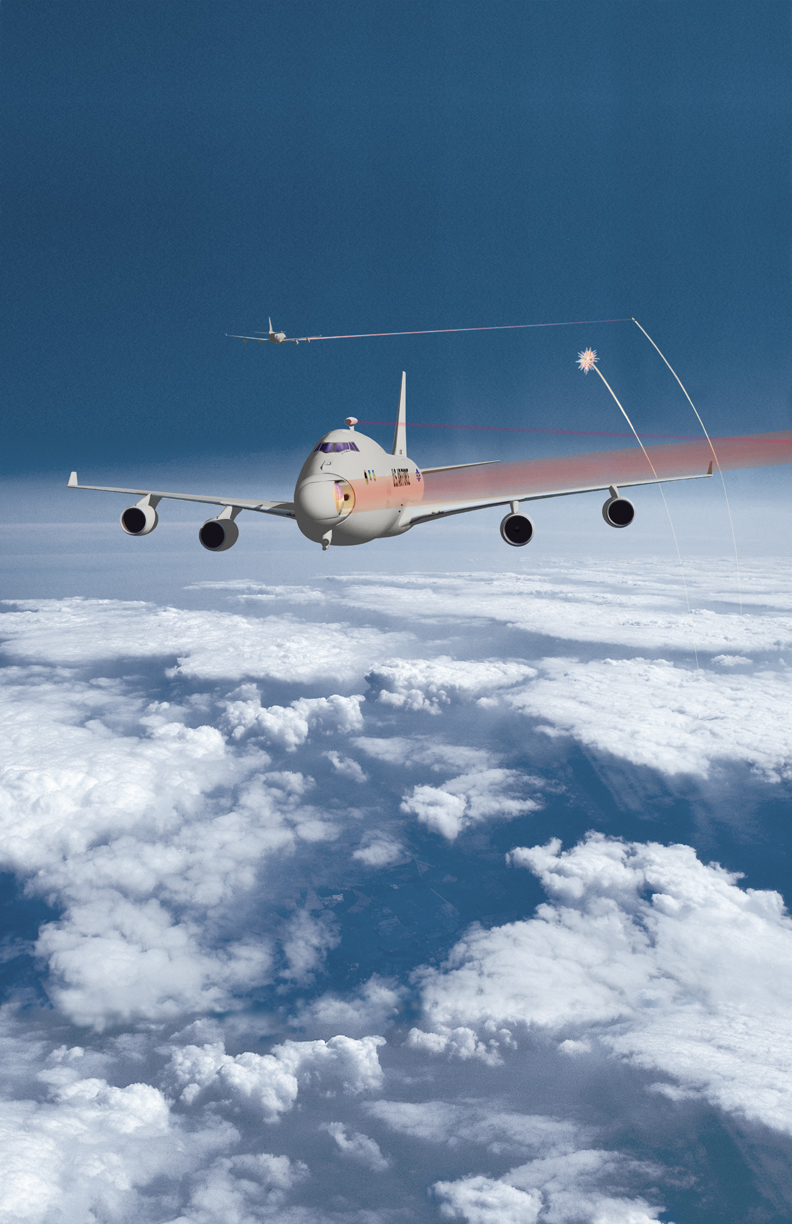
Airborne Laser im Einsatz (Zeichnung)

Die Boeing YAL-1 Airborne Laser war ein fliegendes Laser-Energiewaffensystem zur Abwehr anfliegender feindlicher Raketen, das von den US-Luftstreitkräften zwischen 2001 und 2012 erprobt wurde. Als Basis diente eine modifizierte Boeing 747-400F, in deren Inneren ein hochenergetischer Laserstrahl erzeugt und durch den Bug auf das Ziel abgefeuert wurde.

## Entwicklungsgeschichte
Schon seit Anfang der 1970er Jahre beschäftigt sich die US Air Force (USAF) mit Konzepten für eine luftgestützte Laserwaffe. Sie montierte im Rahmen des Programms Airborne Laser Laboratory (ALL) einen Laser an Bord eines umgebauten Tankflugzeugs KC-135A Stratotanker, um den Abschuss von Raketen zu erproben. Das gelang auch bis Mitte der 1980er Jahre, allerdings mit Luft-Luft-Raketen, die aus kurzer Distanz zerstört oder wenigstens abgelenkt wurden. Dieses Modell wurde unter der Bezeichnung NKC-135A Laser Lab bekannt.
In den folgenden Jahren verlagerte sich der geplante Einsatzzweck auf das Erfassen feindlicher ballistischer Raketen schon während ihrer Startphase und ihre Zerstörung durch Beschuss mit Laserpulsen von wenigen Sekunden Dauer im Megawatt-Bereich aus mehreren hundert Kilometern Entfernung. Durch die Bestrahlung soll sich das Gehäuse der Rakete stark erhitzen und somit den Ausfall oder ein Fehlverhalten der Konstruktion erzwingen. Im Haushaltsjahr 1994 stellte der US-Verteidigungshaushalt erstmals Mittel zur Entwicklung eines derartigen Systems bereit, seit 1998 arbeitete die USAF gezielt an der Umsetzung des Projekts, nun Airborne Laser (ABL) genannt.
Die US-Luftwaffe beschaffte im Januar 2000 eine neue Boeing 747-400F und begann mit dem Umbau. Der Erstflug des Prototyps YAL-1A fand (noch ohne Laser) am 18. Juli 2002 bei Boeing in Wichita, Kansas statt, seit Ende 2002 standen auf der Edwards Air Force Base weitere Tests und der Einbau der Lasertechnik auf dem Programm. Als Hauptlaser diente ein aus sechs Modulen bestehender chemischer Sauerstoff-Iod-Laser (Chemical Oxygen-Iodine Laser, kurz COIL), der unsichtbare Strahlung im Infrarotbereich (1315 nm) aussendet. Er wurde am 10. November 2004 erstmals in Betrieb genommen. Außer der Laserkanone sollten drei Hilfslaser zur Zielerfassung, -markierung und zur Messung der atmosphärischen Störungen verwendet werden. Das Lasersystem brennt nicht durch die Rakete oder zerstört sie direkt, stattdessen erwärmt es die Außenhaut der Rakete stark und schwächt sie dadurch. Die einwirkenden aerodynamischen Kräfte auf das dann weiche Material sollen dann zum Versagen der Rakete führen.
Das Rollout der YAL-1 fand am 27. Oktober 2006 in Wichita statt. Am 15. März 2007 feuerte sie erstmals einen Laser im Flug ab: Der Zielmarkierungslaser erfasste dabei eine speziell für diesen Einsatz ausgerüstete C-135 (NKC-135A), die für diese Tests am Vorderrumpf eine aufgemalte Rakete trug. Ein erster Praxistest des Hauptlasers im Flug war ursprünglich für 2003 vorgesehen, ist aber mehrfach verschoben worden. Am 10. August 2009 feuerte die Boeing 747-400F zum ersten Mal mit niedriger Energie auf eine real anfliegende Rakete, die in etwa 120 km Entfernung gestartet wurde. Der erste hochenergetische Schuss wurde erst am 11. Februar 2010 vor der Küste Kaliforniens abgefeuert. Geplant war zunächst die Beschaffung von sieben Maschinen. Im Juli 2009 gab US-Verteidigungsminister Robert Gates jedoch bekannt, dass das Verteidigungsbudget massiv gekürzt wird und diverse Projekte nicht weiter verfolgt würden, darunter auch der Airborne Laser.
Aus Kostengründen wurde das Programm schließlich Anfang 2012 beendet und die USAF entschied sich, die verwendete Boeing 747 einzumotten, mit der Option, sie zu einem späteren Zeitpunkt reaktivieren zu können. Die Verwendung als Forschungsträger, wie zunächst entschieden, wird somit nicht verwirklicht. Wären die Praxistests erfolgreich verlaufen und die AL-1 tatsächlich in Dienst gestellt worden, wäre sie die erste gerichtete Energiewaffe der US-Streitkräfte gewesen. Mitte Februar 2012 führte die AL-1 ihren vorerst letzten Flug zum 309th Aerospace Maintenance and Regeneration Group nach Tucson, Arizona durch.
An dem Projekt waren neben Boeing als Konsortialführer noch Northrop Grumman für das Lasersystem und Lockheed Martin für das Feuerleitsystem beteiligt.

## Bedeutung des Projekts
Der Airborne Laser war ein wichtiges Element der nationalen Verteidigungsstrategie der USA gegen feindliche Raketenangriffe (National Missile Defense). Ende 2001 übernahm die Missile Defense Agency des Verteidigungsministeriums die Leitung des Projektes.
Dass der Airborne Laser für die USAF kein gewöhnliches Projekt war, zeigte sich am Kennzeichen des Prototyps (00-0001) und vor allem an der Bezeichnung AL-1, die – wie auch bei der SR-71 und der F-117 – nicht den eigenen Richtlinien zur Benennung von Luftfahrzeugen entsprach: Die Hauptkennung L (für Laser) ist erst seit 1997 reserviert, ein Zeitpunkt, der nach dem Start des Programmes lag. Damit wurde erstmals ein Flugzeug der USAF nach der Art der Ausrüstung und nicht wie sonst nach ihrem Einsatzzweck (etwa B für Bomber) benannt. Auch das zweite Kennzeichen, das für einen speziellen oder zusätzlichen Einsatzzweck steht, ist nicht korrekt, da das A zwar für Angriffe verwendet werden soll, für die Bekämpfung von Raketen aber das F vorgesehen ist. Möglicherweise hat man sich für AL entschieden, weil es als Akronym für Airborne Laser steht.

## Technische Daten
| Kenngröße             | Daten                                                                       |
| --------------------- | --------------------------------------------------------------------------- |
| Besatzung             | Sechs (Pilot, Kopilot, vier Bediener)                                       |
| Länge                 | 70,70 m                                                                     |
| Spannweite            | 64,44 m                                                                     |
| Höhe                  | 19,41 m                                                                     |
| Flügelfläche          | 541,16 m²                                                                   |
| Flügelstreckung       | 7,67                                                                        |

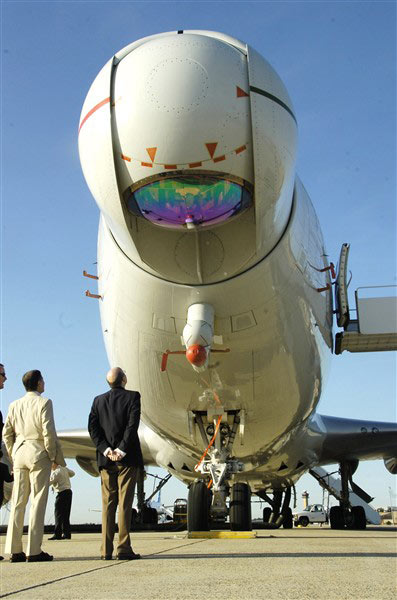
Die Kuppel der AL-1 ist laut US Air Force die größte ihrer Art weltweit.

| Tragflächenbelastung  | - Minimal (Leermasse): 335 kg/m² - Maximal (maximale Startmasse): 733 kg/m² |
| Leermasse             | 181.120 kg                                                                  |
| max. Startmasse       | 396.900 kg                                                                  |
| Antrieb               | Vier General Electric CF6-80C2-Mantelstromtriebwerke mit je 280,97 kN Schub |
| Höchstgeschwindigkeit | Mach 0,83                                                                   |
| max. Flughöhe         | 13.700 m                                                                    |
| max. Reichweite       | 15.570 km                                                                   |

## Zitate
“Speed-of-light/line-of-sight weapons like the laser on the ABL are fundamentally different from kinetic weapons. Line-of-sight precision ensures one-shot, one-kill effectiveness. Speed-of-light response ensures that the target has no warning to make evasive maneuvers or employ countermeasures. If the technology proves practical and affordable, a DE weapon will provide a near-instant kill of targets detected within its effective range. Echoes of Giulio Douhet’s combat plane able to clear its way through the skies with superior firepower can be heard as the ABL takes flight.”

„Waffen mit lichtschnellem, direkten Schuss wie der luftgestützte Laser unterscheiden sich grundlegend von kinetischen Waffen. Die Präzision der Visiersichtlinie stellt die Vernichtung mit dem ersten Schuss sicher. Die lichtschnelle Reaktion gewährleistet, dass das Ziel keine Warnung für Ausweichmanöver oder zum Ergreifen von Gegenmaßnahmen erhält. Falls sich die Technik als praktikabel erweist, wird eine Waffe mit gerichteter Energie eine nahezu augenblickliche Ausschaltung von in ihrem Wirkbereich aufgespürten Zielen ermöglichen. Man kann den Widerhall von Giulio Douhets Kampfflugzeug hören, das sich mit überlegener Feuerkraft seinen Weg durch den Himmel bahnt, sobald der ABL abhebt.“